# La Guaira
La Guaira je hlavní město venezuelského státu La Guaira (do roku 2019 Vargas). Bývá považováno za vstupní bránu do Venezuely, už jen proto, že se zde nachází jeden z nejvýznamnějších přístavů země. Leží na severu státu ve vzdálenosti 30 km od Caracasu.

## Poloha
Město, které tvoří souměstí spolu s městem Maiquetía, se nachází na severu země na břehu Karibského moře, na úpatí hory El Ávila v Pobřežním pohoří (Cordillera de la Costa) v místě, kde hory dosahují blízko k moři a kde se obyvatelstvo rozkládá horizontálně po celém úzkém pobřežním pásu a části hor. Proto není město až zase tolik zalidněné i přes svůj politický, ekonomický i kulturní význam. Moře v této oblasti je drsné a bez pláží vhodných ke koupání, ačkoliv se jedná o důležitou oblast rybolovu.
Od Caracasu ho dělí pouze 30 kilometrů a od hlavního letiště v zemi (Aeropuerto Internacional Simón Bolívar) méně než 5 kilometrů. Klima je suché tropické s roční průměrnou teplotou 28 °C a ročními srážkami nedosahujícími 200 mm, přestože město zasáhly povodně z přívalových dešťů na konci roku 1999, které ho částečně zaplavily. Nadmořská výška La Guairy je 4 m n. m.

## Historie
Prvními lidmi, kteří zanechali svou stopu na centrálním pobřeží Venezuely, byli domorodí Araucaové. Nicméně 500 let před příchodem Kryštofa Kolumba byli vyhnáni na různá místa Kariby usídlenými na pobřeží.
Vargas se poté přetvořil na velký stát Tarma, „rozkládající se mezi Puerto Maya a údolími Tuy“, obydlený nezávislými indiány hovořícími jazykem Kariba. Domorodý mestic Francisco Fajardo přišel v roce 1555 a založil „Růžencové město“. Zločiny spáchané na domorodcích Španěly, kteří ho doprovázeli, znemožnily klidné dobytí. Následně domorodá rada, která zasedla v Uveros de Macuto a zorganizovaná Guaicamacutem rozhodla o vyhnání Fajarda z obsazeného území, přičemž předvedla primitivní postupy demokracie.
Město dříve známé jako domorodá Huaira bylo oficiálně založeno v roce 1589 Diegem de Osorio pod jménem San Pedro de La Guaira. Jeho přímořský význam byl znatelný už od počátku, když se město stalo nejvýznamnějším námořním střediskem země. Zde byla založena Compañía Guipuzcoana, jejíž sídlo se dodnes dochovalo v původní podobě, přežilo zemětřesení (např. v roce 1810) stejně jako povodně roku 1999.
V tomto městě se narodili významní státníci venezuelské nezávislosti jako José María España a Manuel Gual, dva prezidenti republiky Carlos Soublette a José María Vargas a navíc ještě venezuelsko-curasajský hrdina Manuel Piar, který zde strávil podstatnou část svého života.